# Dominique de Rivaz
 (août 2016).
Si vous disposez d'ouvrages ou d'articles de référence ou si vous connaissez des sites web de qualité traitant du thème abordé ici, merci de compléter l'article en donnant les références utiles à sa vérifiabilité et en les liant à la section « Notes et références ».
Dominique de Rivaz, née le 6 février 1953 à Zurich, est une cinéaste, scénariste et auteure suisse.

## Biographie
Dominique de Rivaz participe en 1978 à l'émission des télévisions francophones « La Course autour du monde », où elle réalise durant 6 mois, 30 mini-reportages en super 8 et qui la fait connaître. En 1981, elle suit les cours du Pr Jean Roudaut et obtient une licence ès Lettres de l'université de Fribourg en littérature, histoire et philologie.
Elle travaille par la suite au département presse du Comité international de la Croix-Rouge puis est responsable du département photo du journal L'Hebdo.
En 1985, Dominique de Rivaz réalise un premier court métrage nommé « Aélia ». Elle est successivement assistante de Bakhtyar Kudoynazarov, Alain Tanner, Jacqueline Veuve, Felix Tissi ou encore Nino Jacusso.
Elle a durant 10 ans la responsabilité des relations presse et des publications du Festival international de films de Fribourg.
Dominique de Rivaz vit actuellement entre Berne et Berlin.

## Prix
- 1986 : Prix du Public de la compétition internationale 1986 au Festival international du court-métrage de Clermont-Ferrand (voir palmarès complet) pour Aélia ;
- 1994 : Léopard de Demain, festival international de Locarno pour Le Jour du Bain ;
- 2004 : Prix du cinéma suisse, meilleur film de fiction pour Mein Name ist Bach ;
- 2014 : Prix du Cinéma du Canton de Berne pour Élégie pour un phare.

## Filmographie
- 1985 : Aélia
- 1993 : Georges Borgeaud ou les bonheurs de l'écriture
- 1994 : Le Jour du Bain (Bannii Djen)
- 1997 : Balade fribourgeoise, coréalisation avec Jacqueline Veuve
- 2002 : Mon père est un lion (Jean Rouch, pour mémoire), coréalisation avec Lionel Baier
- 2004 : Mein Name ist Bach (Jagged Harmonies) sorti en 2004
- 2005 : Chère Jacqueline, Hommage à une grande Dame du Cinéma (sur Jacqueline Veuve)
- 2008 : Luftbusiness
- 2012 : Claude Goretta, Portrait du cinéaste suisse
- 2013 : Élégie pour un phare

## Livres
- Tache : N.F., Lausanne, Suisse, Éditions L'Âge d'Homme et Société suisse des auteurs, 2002, 51 p. (ISBN 978-2-8251-1651-7, lire en ligne)
- Douchinka : (Petite âme), Vevey, Suisse, Éditions de l'Aire, 2008, 104 p. (ISBN 978-2-88108-848-3)
- (de) Le Chemin du Mur, Montricher, Suisse, Éditions Noir sur Blanc, coll. « Essai », 2009, 288 p. (ISBN 978-2-88250-224-7)
- La Poussette, Éditions Buchet-Chastel, 2011
- Rose Envy, Éditions Zoé, 2012
- Les Hommes de sable de Choïna (Шойна), Éditions Noir sur Blanc, 2013 (textes traduits par Chantal Le Brun et Marie-Catherine Theiler)
- Jeux, Éditions Zoé, 2014
- Le Petit Peuple des chante-pleures, Lausanne, Éditions Noir sur Blanc, 2016  (ISBN 978-2-88250-390-9)